# Saulzais-le-Potier

Saulzais-le-Potier este o comună în departamentul Cher, Franța. În 1 ianuarie 2022 avea o populație de 476 de locuitori.